# Acrobasis consociella
Acrobasis consociella је врста мољца из породице Pyralidae.

## Распрострањење и станиште
Врста је једна од двадесетак европских припадника рода Acrobasis, и једина која се налази на листама таксона код којих је бележен грегаран начин живота ради разматрања примитивног социјалног понашања код иначе несоцијалних инсеката. Присутна је широм Европе, али и у умереним подручјима Африке и Азије. Насељава шумска станишта, баште и паркове.

## Биљка хранитељка
Гусенице се хране лишћем храста (лат. Quercus spp.) и то тако што најчешће две гусенице свиленим нитима споје листове и живе унутар њих. Прогризају паренхим листа остављајући само нерватуру. Инспекцијом нижих грана храста могу се уочити више оваквих склоништа за храњење на једној биљци. Изузетно су брзе, ситне, и на узнемиравање реагују или повлачењем у склониште или бегом низ свилену нит.

## Опис
Имају једну генерацију годишње. Гусенице су сиве и маркиране тамнијим пругама. Интегумент је пркеиврен ситним, црним папилозним основама сета. Глава је бледа, благо спљоштена и светло наранџаста. Улуткавају се на месту храњења. Одрасле јединке лете током летњих месеци и привучене су светлошћу. Распон крила не прелази двадесетак милиметара, а крила су камуфлажно маркирана у сивим и смеђим тоновима.